# 4 pazzi in libertà
4 pazzi in libertà (The Dream Team) è un film del 1989 diretto da Howard Zieff. La pellicola vede Michael Keaton, Christopher Lloyd, Peter Boyle e Stephen Furst nel ruolo di pazienti psicotici in giro per New York.

## Trama
Trenton, New Jersey. In una clinica per pazienti psichiatrici sono ricoverati Billy, scrittore bugiardo con episodi di violenza, Henry, padre di famiglia convinto di essere uno psicologo, Jack, ex-pubblicitario che ora si crede  Gesù e Albert, praticamente muto e assente e probabilmente catatonico, che parla esclusivamente con termini del Baseball. Lo psicologo che li segue, il dottor Weitzman, riesce a convincere il suo superiore, Newald, a portare i ragazzi in gita a vedere una partita dei New York Yankees.
Arrivati a New York, i cinque effettuano una sosta poiché Albert deve andare in bagno. Accompagnato dal dottor Weitzman, i due entrano in un vicolo, dove il dottore assiste ad un omicidio da parte di due uomini, che lo colpiscono in testa e fuggono. Weizman viene portato via dall'ambulanza e Albert, che si era nascosto, torna nel suo gruppo, incapace però di raccontare cos'è accaduto. I quattro aspettano il dottore fino a sera. Billy si stufa e lascia gli altri, raggiungendo il ristorante in cui lavora Riley, la sua ex fidanzata. La donna ora vive con un altro uomo, e ricorda a Billy che è parte di un gruppo, e non dovrebbe abbandonarlo. L'uomo recupera gli amici, e quando Albert riesce a farsi capire, i quattro cercano Weizman tra i ricoverati in ospedale.
Trovato Weizman, quando entrano nella stanza dell'ospedale vedono quei due uomini che cercano di soffocarlo, ma riescono a fermarli. Scoprono allora che sono due poliziotti, gli agenti O'Malley e Gianelli, e l'uomo che hanno ucciso era un loro collega. I quattro vengono creduti colpevoli sia dell'assassinio, sia del tentato omicidio del dottore. Si recano da Riley ma il suo compagno chiama invece la polizia, che fermano Billy e Albert. Jack chiede allora aiuto ai vecchi colleghi dell'agenzia pubblicitaria, che invece lo fanno arrestare, mentre Henry torna dalla moglie, che crede nella sua innocenza e cerca di aiutarlo, ma in seguito anche lui finisce in prigione.
In cella, i quattro si rendono conto di aver fatto progressi e mettono a punto un piano: riescono a fuggire, si travestono da dottori, infermiere e poliziotto e giungono all'ospedale, dove riescono a far arrestare i due poliziotti corrotti. Tornati in clinica, Weizman permette loro di andare, da soli, a vedere la famosa partita allo stadio.

## Critica
Il dizionario Morandini loda gli attori e la definisce una commedia divertente. Cinematografo.it apprezza l'interpretazione di Lloyd anche se ritiene che la pellicola manchi del ritmo necessario. FilmTV sostiene che la bella idea di fondo, la libertà come cura per la salute mentale, non è efficacemente supportata né dalla regia né dalla sceneggiatura.